# Begonia flaccidissima
Espèce
Begonia flaccidissima est une espèce de plantes de la famille des Begoniaceae.
L'espèce fait partie de la section Parvibegonia.
Elle a été décrite en 1872 par Wilhelm Sulpiz Kurz (1834-1878).

## Répartition géographique
Cette espèce est originaire du Myanmar.